# Yō Yoshinari
Yō Yoshinari (吉成 曜 Yoshinari Yō?) es un animador japonés, artista de guion gráfico y director de anime.
Es reconocible por el estilo exagerado de su animación de efectos, especialmente por el humo y las explosiones, así como su acción de carácter en general. Su estilo artístico es particularmente visible en su trabajo en Tengen Toppa Gurren-Lagann y Little Witch Academia.

## Trabajos destacados
- Neon Genesis Evangelion (animador, diseñador)
- Dead Leaves (animador)
- Medabots (animador)
- Kill la Kill (artista de guion gráfico, animador)
- Tengen Toppa Gurren-Lagann (director de animación, artista de guion gráfico, diseño mecánico)
- Panty & Stocking with Garterbelt (arte conceptual, director de animación)
- Little Witch Academia (director, diseño de personajes, director de animación)
- BNA: Brand New Animal (director de animación)
- Cyberpunk: Edgerunners (diseño de personajes)